# Надросевка
Надросе́вка (укр. Надросівка) — село, входит в Володарский район Киевской области Украины.
Население по переписи 2001 года составляло 462 человека. Почтовый индекс — 09300. Телефонный код — 4569. Занимает площадь 1,354 км². Код КОАТУУ — 3221688002.

## История
В 1946 г. указом ПВС УССР село Казимировка переименовано в Надросевку

## Местный совет
09362, Київська обл., Володарський р-н, с. Тарган, вул. Пролетарська,26